# Departamentul San José
Departamentul San José este un departament din Uruguay. Capitala sa este San José de Mayo. Se învecinează cu departamentul Colonia la vest, cu departamentul Flores la nord și cu departamentele Florida, Canelones și Montevideo la est. Limitele sale sudice sunt conturate de coasta de pe Rio de la Plata.

## Populație și demografie
La recensământul din 2011, departamentul San José avea o populație de 108.309  de locuitori (53.998 bărbați și 54.311 femei) și 43.023 gospodării.
Date demografice pentru Departamentul San José în 2010:
- Rata de creștere a populației: 0.941%
- Rata natalității: 14,60 nașteri/1.000 persoane
- Rata mortalității: 8,44 de decese/1000 de persoane
- Vârsta medie: 33,2 (32,1 bărbați, 34,2 femei)
- Speranța de viață la naștere:
  - Total populație: 77,72 ani
  - Bărbați: 73,90 ani
  - Femei: 81,61 ani
- Venitul mediu pe gospodărie: 24.747 pesos/lună
- Venit urban pe cap de locuitor: 9.928 pesos/lună